# Михаил Юрьевич Сорокоум
Михаил Юрьевич (по некоторым родословным роспиям — Михаил Яковлевич) Сорокоум — боярин Ивана I Калиты (1328 – 1340).

## Происхождение
Происхождение Михаила Сорокоума до сих пор точно не установлено. В «Государевом родословце» и «Бархатной книге» о его происхождении ничего не сказано, только в роде Белеутовых, родственному роду Сорокоумовых-Глебовых (потомков Михаила), есть указание на то, что он ведёт происхождение от Редеди — легендарного касожского князя, которого в 1022 году в поединке убил черниговский князь Мстислав Владимирович.
Однако существовали частные родословцы, которые были поданы в XVII веке для составления родословной книги, а также разрядные книги, которые помогли установить, что три рода — Белеутовы, Сорокоумовы-Глебовы и Добрынские — произошли от единого родоначальника. Их условно объединяют в род Редегиных (или Редедичей).
Родословная легенда о происхождении рода от касожского князя считается хронологически несостоятельной, поскольку приведенные родословные от Романа, сына Редеди, до Константина Добрынского, родоначальника Добрынских, и Андрея Одинца, родоначальника Белеутовых, живших во второй половине XIV века, всего пять поколений, тогда как их должно было бы быть не менее десяти-двенадцати.
Не совсем ясно и происхождение Михаила. В росписях, поданных в конце XVI века Гусевыми и Бирдюкиными-Зайцевыми, указано, что Михаил Сорокоум был сыном Юрия Васильевича, внука Романа Редегина. Однако существуют и другие росписи. Так в родословце из собрания И. Д. Беляева Н. П. Лихачев нашел другую версию происхождения Редегиных, которую он считал более древней — возможно той, которые Сорокоумовы подали в середине XVI века при составлении Государева Родословца. Род там выводился тоже от Редеги, но несколько иначе. В этой версии отцом Михаила Сорокоума показан Яков Иванович, сын Сююндюка (в крещении Ивана Чеменки), внука Редеди.

## Биография
О самом Михаиле неизвестно ничего. Он упоминается только в родословных, в которых показан боярином великого князя Ивана I Даниловича Калиты.

## Потомки
В разных родословных указано разное количество детей. По Родословным Гусевых и Бирдюкиных-Зайцевых, у Михаила было 2 сына: Яков Сорока и Глеб. В родословце из собрания Беляева Яков Сорока отсутствует, а его дети показаны сыновьями и внуками Глеба.
Михаил Сорокоум считается прародителем многих дворянских фамилий: Глебовых, Бобровых, Буруновых, Кокошкиных, Лаптевых, Лупандиных, Чевкиных, Колтовских, Лопухиных и Ушаковых, а также Ощериных, Теряевых, Объедовых, Астафьевых.